# 買薩翼龍屬
買薩翼龍屬（學名：Mesadactylus）是已滅絕翼龍目的一屬，化石發現於美國科羅拉多州梅薩縣的莫里遜組，年代為侏羅紀晚期（啟莫里階到提通階）。
在1989年，詹姆斯·詹森（James A. Jensen）、凱文·帕迪恩（Kevin Padian）將這些化石進行敘述、命名。模式種是Mesadactylus ornithosphyos。屬名意為「梅薩縣的手指」，種名意為「類似典型鳥類的」，因為詹姆斯·詹森認為牠們類似古老翼鳥龍－當時被認為是鳥類。正模標本（編號BYU 2024）是數節薦椎癒合而成的一個聯合薦椎。
買薩翼龍的已發現化石包含：手臂骨頭、肩帶、頸椎、薦椎、以及股骨。在2004年與2006年，發現了其他的化石，包含部份腦殼。研究人員認為同時代的加登翼龍，可能與買薩翼龍是同種動物，不過仍有少數不同處。
買薩翼龍最初被名命時，被歸類於翼手龍亞目。在2007年，克里斯多福·班尼特（Christopher Bennett）提出正模標本、其他標本來自於不同物種，正模標本屬於蛙嘴龍科，而其他標本來自於某種翼手龍亞目。

## 外部連結
- Mesadactylus in The Pterosaur Database